# Oprișor
Oprişor é uma comuna romena localizada no distrito de Mehedinţi, na região de Oltênia. A comuna possui uma área de 70.49 km² e sua população era de 2769 habitantes segundo o censo de 2007.
A vinha tem uma grande importância em Oprişor, situada na mesma latitude de Bordéus, tendo atraído a atenção de investidores do grupo viníciola Carl Reh.